# Diabolical
Diabolical er det andet album af det svenske black metal-band Naglfar som blev udgivet i 1998 gennem Wrong Again Records.

## Numre
1. "Horncrowned Majesty" – 4:59
2. "Embracing The Apocalypse" – 5:29
3. "12'th Rising" – 4:04
4. "Into The Cold Voids Of Eternity" – 6:25
5. "The Brimstone Gate" – 4:43
6. "Blades" – 3:53
7. "When Autumn Storms Come" – 4:32
8. "A Departure In Solitude" – 2:00
9. "Diabolical – The Devils Child" – 8:53